# Governatorato di Gerico
Il governatorato di Gerico è uno dei sedici governatorati dello Stato di Palestina, in Cisgiordania. Il capoluogo è la città di Gerico.

## Geografia antropica

### Città
- Gerico

### Municipalità
- al-Auja
- al-Jiftlik

### Consigli di villaggio
- Fasayil
- an-Nuway'imah
- Ein ad-Duyuk at-Tahta
- Ein ad-Duyuk al-Foqa
- az-Zubaidat

### Campi profughi
- Aqabat Jaber
- Ein as-Sultan